# Förlanda
Förlanda är kyrkbyn i Förlanda socken i Kungsbacka kommun i Hallands län. Från 2015 avgränsar SCB här en småort.
Förlanda kyrka ligger här.